# DEL48
DEL48為以印度德里為活動據點的女子偶像團體，同時也是日本偶像團體AKB48的海外姐妹團。于2019年年底公布一期生成員。2020年10月5日起無限期停止活動。2022年7月13日結束營運。

## 簡介
團體名稱中「DEL」以所在地德里（DELhi）命名，代表色「藏红色」與「白色」靈感來自印度國旗的顏色，藏红色代表勇氣、獻身與無私，白色代表真理與和平。經紀公司「YKBK 48 Entertainment Private Limited」由AKS與印度3x3國際職業籃球聯盟「3BL」的營運單位YKBK ENTERPRISE PRIVATE LIMITED合資成立。

## 歷史

### 2019年
- 6月19日，於印度新德里舉辦新公司「YKBK48 Entertainment Private Limited」成立記者會，宣布「DEL48」及「MUB48」正式成立[4]。同日，1期生徵選開始受理報名[5]。
- 12月28日，Glory於AKB48劇場公開亮相，她將代表DEL48以AKB48紅白世界選拔成員身分參與「第70回NHK紅白歌合戰」演出[6]。
- 12月30日，1期生22名成員個人資料於官方網站公布。

### 2020年
- 10月16日，YKBK48於官網發佈相關聲明：「因受2019冠狀病毒病疫情影響，DEL48于同年10月5日起無限期停止活動」[7]。

### 2022年
- 7月13日，YKBK48於官網發佈相關聲明[8]：因受2019冠狀病毒病疫情影響，DEL48及MUB48兩團結束營運[2]。

## 團體解散當日在籍成員
| 成員姓名 | 本名             | 出生日期       | 加入期別 | 備註        |
| -------- | ---------------- | -------------- | -------- | ----------- |
| Akki     | Aakanksha Bakshi | 1997年6月14日  | 1期      |             |
| Anvi     | Sanvi Arora      | 1998年8月18日  | 1期      |             |
| Ashley   | Ashwin Virk      | 2005年8月26日  | 1期      | DEL48最年少 |
| Beanie   | Binita Budathoki | 1996年11月16日 | 1期      |             |
| Coco     | Manasvani Pant   | 2001年4月9日   | 1期      |             |
| Eli      | Eliza Sehgal     | 1997年9月21日  | 1期      |             |
| Elsa     | Dhwani Singh     | 2002年3月15日  | 1期      |             |
| Frey     | Freya Grover     | 2000年10月5日  | 1期      |             |
| Glitter  | Vidushi          | 2002年10月12日 | 1期      |             |
| Glory    | Khushi Dua       | 2003年8月27日  | 1期      |             |
| Grace    | Diksha Parmar    | 1997年10月27日 | 1期      |             |
| Ika      | Bhavika Chadha   | 1998年9月27日  | 1期      |             |
| Iqra     | Iqra Khan        | 2005年5月22日  | 1期      |             |
| Kwin     | Sonali Singh     | 1998年10月1日  | 1期      |             |
| Manna    | Mannat Sandhu    | 1996年12月21日 | 1期      |             |
| Mishaa   | Mahika Sharma    | 1998年11月12日 | 1期      |             |
| Mithu    | Loveena Nandwani | 1998年8月1日   | 1期      |             |
| Nina     | Sonali Talwar    | 1997年3月17日  | 1期      |             |
| Rach     | Rachna           | 1998年10月18日 | 1期      |             |
| Reyna    | Shivangi Negi    | 1999年7月2日   | 1期      |             |
| Sasha    | Samragyi Bansal  | 2000年10月30日 | 1期      |             |
| Tina     | Kiran            | 1996年8月18日  | 1期      | DEL48最年長 |

## 入團徵選活動

### 一期生
- 徵選時間：2019年6月19日－7月31日
- 徵選資格：

1. 2019年5月31日當日足歲滿12～20歲女性。
2. 經驗不拘。
3. 合格後可與DEL48營運方簽訂專屬經紀合約，並長期在德里國家首都轄區進行演藝活動者。
4. 報名費用：1200印度盧比

- 徵選過程：

一次審査－書面審核：2019年8月1日－8月10日，8月11日－8月17日於官網公布合格者名單
二次審査－歌唱、舞台表演（德里國家首都轄區）：2019年8月18日－9月7日，9月8日－9月20日於官網公布合格者名單
三次及最終審査－舞蹈、歌唱、舞台表演（德里國家首都轄區）：2019年9月21日－9月22日
結果發表：2019年9月23日－9月30日
最終合格者（22名）（粗體字者為在籍成員）
Akki、Anvi、Ashley、Beanie、Coco、Eli、Elsa、Frey、Glitter、Glory、Grace、Ika、Iqra、Kwin、Manna、Mishaa、Mithu、Nina、Rach、Reyna、Sasha、Tina

## 團體組成

### 成員增減
| 日期     | 事項          | 增減   | 人數   | 加入期別 人數變動 |
| 2019年   | 2019年        | 2019年 | 2019年 | 2019年            |
| -------- | ------------- | ------ | ------ | ----------------- |
| 12月28日 | Glory公開露面 | (+1)   | (1)    |                   |
| 12月30日 | 公布1期生成員 | +22    | 22     | 1期生22人         |

## 外部連結
- 官方网站（英文）
- DEL48的Facebook專頁（英文）
- DEL48的Instagram帳戶（英文）
- DEL48的X（前Twitter）（英文）
- YouTube上的DEL48頻道（英文）